# Stroomdiagram

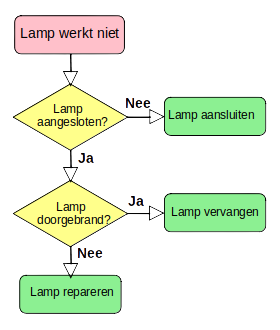
Voorbeeld van een stroomdiagram bij het oplossen van een praktisch probleem, opgesteld volgens zowel de ANSI- als de ISO-standaard. De gele ruiten representeren beslissingen.

Een stroomdiagram of stroomschema, ook wel flowsheet of flowchart, is een schematische voorstelling van een proces. Het wordt over het algemeen gebruikt om een proces makkelijker te visualiseren, of om fouten en bottlenecks in het proces te kunnen vinden. Voorbeelden van processen die in een flowchart uitgebeeld worden zijn, bedrijfsprocessen, beslissingsmodellen, productieprocessen en taken die door software worden uitgevoerd. Ze kunnen variëren van simpele schema's die in feite niets meer zijn dan een stappenplan tot productieschema's van meerdere pagina's. Een diagram kan bijvoorbeeld gebruikt worden om beslissingen op een belastingformulier te verduidelijken.
Over het algemeen bevat een stroomdiagram een startpunt, eindpunten, invoer, uitvoer, mogelijke paden en de beslissingen die tot mogelijke paden leiden. Deze worden volgens vaste conventies weergegeven. ISO heeft hier in 1985 de standaard ISO 5807 voor opgesteld. 
De meest gebruikte toepassingen zijn, diagrammen voor:
- Beslissingen: Waarbij uitgebeeld wordt hoe een beslissing genomen wordt, bijvoorbeeld binnen een bedrijf of een aanvraag bij de overheid.
- Documenten: Waarbij uitgebeeld wordt hoe een document door een proces loopt en bijvoorbeeld door verschillende afdelingen aangevuld wordt.
- Software: Hierbij wordt weergegeven hoe een softwarepakket tot bepaalde handelingen komt en hoe deze uitgevoerd worden.
- Data: Waarmee weergegeven wordt hoe data door een aantal systemen loopt, aangevuld en opgeslagen wordt.
- Productie: Weergave van hoe een productieproces wordt uitgevoerd.
- Planning: Methoden om tot een planning te komen die met verschillende factoren rekening houdt.

Microsoft Visio is een veelgebruikt programma voor het maken van stroomdiagrammen. Dia is een bekend open source (GPL) programma om stroomdiagrammen te maken. Dia is als installatiepakket beschikbaar voor Linux, Windows en Mac OS X. Bij de ontwikkeling van software worden stroomdiagrammen veel gebruikt. Er bestaan programma's die aan de hand van stroomdiagrammen een concept voor code van een programmeerproject in een gegeven programmeertaal opstellen; dergelijke programma's kunnen ook beperkingen opleggen aan stroomdiagrammen, zodat ze bijvoorbeeld alleen verbindingen toestaan die in een gegeven databasetaal te realiseren zijn.

## Symbolen
De ISO- en ANSI-schrijfwijze kent verschillende symbolen waarmee een stroomdiagram opgebouwd kan worden. Enkele hiervan zijn zeer algemeen, andere zijn meer specialistisch. Voor software zijn speciale symbolen afgesproken. De belangrijkste symbolen zijn:
- De Terminator: Om het startpunt en de verschillende eindpunten van het proces weer te geven.
- De Beslissing: Hier wordt een beslissing genomen a.d.h.v. vastgelegde parameters, bijvoorbeeld ja of nee.
- De Operatie: Hier moet een proces uitgevoerd worden, bijvoorbeeld door een medewerker.
- Het Onderprogramma: Hier wordt een elders gedefinieerd proces opgestart.
- In- en output: Hier moet een persoon informatie toevoegen, dan wel aflezen.

## Swimlanes

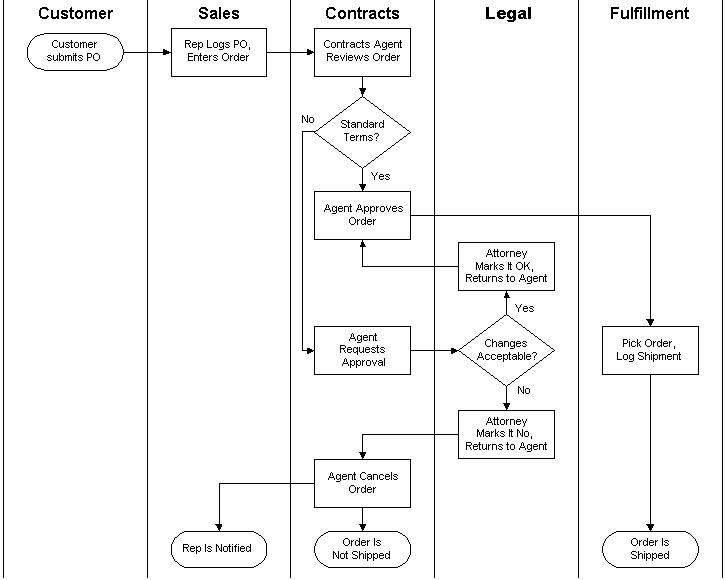
Een verkoopproces weergegeven in vijf swimlanes, voor elk van de vijf betrokkenen.

Wanneer een bedrijfsproces moet worden weergegeven dat over verschillende afdelingen loopt (of andere onderscheidende actoren) dan kan men ervoor kiezen om het proces in verschillende swimlanes uit te splitsen. Elke afdeling krijgt een eigen swimlane waarin alleen de taken en de verantwoordelijkheden van de betreffende afdeling wordt weergegeven. De pijlen tussen de stappen lopen echter wel tussen de verschillende lanes. De swimlanes kunnen horizontaal dan wel verticaal worden weergegeven. Al naargelang van de bruikbaarheid.